# Вікентіївка
Віке́нтіївка (до 1940 — Віцентівка) — село в Україні, у Липовецькій міській громаді Вінницького району Вінницької області. Населення становить 190 осіб.

## Назва
7 червня 1946 р. село Вінцентівка Нападівської сільської Ради отримало назву «Вікентіївка».

## Історія
Станом на 1885 рік у колишньому власницькому селі Віцентівка Липовецької волості Липовецького повіту Київської губернії мешкала 232 особи, налічувалось 33 дворових господарства, існували каплиця та постоялий будинок.
12 червня 2020 року, розпорядження Кабінету Міністрів України № 707-р «Про визначення адміністративних центрів та затвердження територій територіальних громад Вінницької області», село увійшло до складу Липовецької міської громади.
19 липня 2020 року, в результаті адміністративно-територіальної реформи та ліквідації Липовецького району, село увійшло до складу Вінницького району.

## Населення

### Мова
Розподіл населення за рідною мовою за даними перепису 2001 року:
| Мова       | Кількість | Відсоток |
| ---------- | --------- | -------- |
| українська | 186       | 97.90%   |
| російська  | 3         | 1.58%    |
| білоруська | 1         | 0.52%    |
| Усього     | 190       | 100%     |

## Цікаві місця
На території села знаходиться об'єкт природно-заповідного фонду — ландшафтний заказник місцевого значення Сосонка

## Видатні уродженці
- Осаулко Василь Іванович — Герой Соціалістичної Праці.